# Chã do Marco
A Chã do Marco é uma elevação portuguesa localizada na freguesia das Sete Cidades, concelho de Ponta Delgada, ilha de São Miguel, arquipélago dos Açores.
Este acidente geológico tem o seu ponto mais elevado a 775 metros de altitude acima do nível do mar e faz parte do maciço montanhoso das Sete cidades de que é o terceiro ponto mais elevado, sendo o primeiro Pico das Éguas.
Encontra-se numa área fortemente arborizada e onde se observa uma variada, abundante e muito rica floresta povoada por flora endémica típica da macaronésia, podendo também ser observada abundantes plantações de Criptomeria.
A associação entre esta flora cada vez mais rara, associada à paisagem envolvente onde se destaca a Lagoa das Sete Cidades, deu origem à criação da Zona de Paisagem Protegida das Sete Cidades.
Nas imediações desta formção encontra-se o Pico das Éguas, a Serra Devassa, e a elevação Lomba do Pico, além da Lagoa do Canário, da Lagoa de Pau Pique e da Lagoa do Junco.